# ایمان حیدری
ایمان حیدری (زاده ۲۱ ژانویهٔ ۱۹۸۳) یک بازیکن فوتبال اهل ایران است.